# Stanisław Jędrzejewski (prawnik)
Stanisław Jędrzejewski (ur. 21 kwietnia 1922 w Warszawie, zm. 8 lutego 2014) – polski prawnik, specjalizujący się w administracji gospodarczej, kontroli administracyjnej, prawie administracyjnym oraz prawie budowlanym.

## Życiorys
Uczęszczał do III Gimnazjum Męskiego w Warszawie, jednak jego edukację przerwał wybuch wojny. Po jej zakończeniu pracował jako urzędnik w Olsztynie, a następnie w Toruniu. W 1947 roku zdał maturę w Liceum dla Dorosłych w Olsztynie, po czym podjął studia prawnicze na Uniwersytet Mikołaja Kopernika w Toruniu. Ukończył je w 1951 roku. Pracował jako urzędnik administracji państwowej, a także nauczyciel w Technikum Ekonomicznym dla Dorosłych w Toruniu (1959-1969).
Od 1967 podejmował prace zlecone na UMK, w 1969 roku uzyskał stopień doktora nauk prawnych. Tematem jego rozprawy była Prokuratorska kontrola realizacji prawa budowlanego, a promotorem Wacław Dawidowicz. Habilitację uzyskał w 1974 roku na Uniwersytecie im. Adama Mickiewicza na podstawie rozprawy Ochrona uprawnień obywatela w polskim systemie kontroli administracji państwowej. Tytuł profesora nauk prawnych otrzymał w 1987 roku.
Na UMK dwukrotnie (w latach 1974-1976 oraz 1982-1984) pełnił funkcję prodziekana Wydziału Prawa i Administracji był dyrektorem Instytutu Administracji i Zarządzania (1984-1990), oraz kierownikiem Katedry Administracyjnego Prawa Gospodarczego.
Współpracował również z Wyższą Szkołą Zarządzania i Bankowości w Poznaniu.

## Wybrane publikacje
- Kontrola administracji państwowej (1971)
- Ochrona uprawnień obywatela w polskim systemie kontroli administracji państwowej (1973)
- Prawo budowlane (1976)
- Nowe prawo budowlane (1978)
- Odpowiedzialność w budownictwie (1981, wraz z Wojciechem Szwajdlerem)
- Koordynacja terenowa. Studium administracyjnoprawne (1981)
- Postępowanie administracyjne (1984, wspólnie z Eugeniuszem Ochendowskim)